# Vohou-vohou
Le Vohou-vohou est un collectif d'artistes ivoiriens. Il est formé à l'origine au début des années 1970 par des étudiants de l'École des Beaux-Arts d'Abidjan qui utilisent des supports et des matériaux récupérés ou constitués à partir d'éléments naturels pour définir une esthétique, une identité à l'art contemporain ivoirien, qui se démarquerait de son héritage colonial.
Il se concrétise en réalité lors d'une exposition de 1985, qui est accompagnée d'un manifeste, et les artistes les plus représentatifs sont Youssouf Bath — surnommé le « Sorcier Vohou » —, Théodore Koudougnon, Kra N'guessan, Christine Ozoua et Yacouba Touré (d).

## Histoire
Depuis l'indépendance de la Côte d'Ivoire en 1960, l'art contemporain ivoirien est d'inspiration occidentale, et plus particulièrement française. Comme pour les autres pays africains qui acquièrent leur indépendance aux tournants des années 1960 et 1970, les artistes locaux cherchent une identité propre, un art national, de nouveaux canons de beauté. L'atelier du Français Albert Bothbol et de son épouse sert ainsi de base pour l'établissement de l'école des Beaux-Arts d'Abidjan, qui intègre le sculpteur Christian Lattier et le céramiste Dogo Yao comme premiers professeurs. C'est là que sera formée la majorité des artistes ivoiriens.
En 1972, le premier choc pétrolier provoque une crise économique qui impacte la Côte d'Ivoire et donc le financement de l'école des Beaux-Arts d'Abidjan. Faute d'obtenir du matériel de celle-ci, les élèves du peintre martiniquais Serge Hélénon, un des créateurs du mouvement Négro Caraïbe, qu'il fait découvrir à ses élèves ainsi que l'art du collage, doivent trouver par eux-mêmes le moyen de se les financer et finissent par créer leurs propres supports et leurs propres ingrédients de peinture, recyclant des objets, des racines, peignant sur des écorces (les tapas) ou des toiles de jute, etc.,. Mimi Errol rapporte d'autres versions de l'origine de ce travail avec des matériaux non conventionnels : la première serait la conséquence du renvoi de l'étudiant Olijo Dégnan, qui expérimente avec ce qu'il trouve, n'ayant plus accès au matériel académique ; dans la deuxième, Dogo Yao revendique avoir voulu s'affranchir des techniques et canons occidentaux en « encouragant implicitement » les élèves qui s'essayaient à d'autres matériaux. Selon Errol, l'origine de ces expérimentations reviendrait donc de toutes façons à Oliko Dégnan, et il faut aussi compter sur le soutien des enseignants Christian Lattier, Dogo Yao, Clauzel et l’Antillais Hellénon,,.
Les élèves de la faculté d'architecture voyant leurs camarades des beaux-arts produire des œuvres de cette façon s'exclament pour les charrier : « C’est vraiment vohou vohou ce que vous faites !' » — « vohou » signifiant « n'importe quoi » ou « assemblage de n'importe quoi » en gouro — et c'est ainsi que les élèves des beaux-arts se rassemblent en collectif sous le nom de Vohou-vohou,.
Le groupe se distingue des artistes académistes (James Houra, Monne Bou, Samir Zarour, Michel Kodjo, Stenka, Mensah, Adnokor et Ayebi Kouao), qui suivent davantage un art figuratif, plus européen, en cherchant à « se libérer de toute allégeance à l'académique » en adoptant un art plus abstrait et ne cherchant pas à représenter le beau immédiat. Les plus représentatifs et notables du vohou sont Youssouf Bath, Koudougnon Théodore, Kra N'guessan, Yacouba Touré, Ibrajim Keïta, Séry Puigg ainsi que la « génération post-vohou » que sont Kokobi James, Kouamé Badouet et Alain Dagry (qui porte le concept de l'art « fagot »). D'autres alternent entre le figuratif, le non figuratif et l'abstraction symbolique, comme les peintres Tamsir Dia, Ouatt, Gérard Santoni, Cyprien Kablan, Zirignon Grobli et la sculptrice Michèle Tadjo.
Grâce aux partenariats noués par les fondateurs de l'école des Beaux-Arts d'Abidjan, les élèves de celle-ci vont traditionnellement achever leurs études aux Beaux-Arts de Paris, en particulier dans l'atelier de Jacques Yankel. Celui-ci soutien ainsi ces élèves et leur démarche vohou et constitue une collection des œuvres de ces artistes ; après avoir été déposée au Musée national des Arts d'Afrique et d'Océanie, elle est aujourd'hui dans les collections du musée national du Mali,,. Il organise en 1985 une exposition « Arts africains - Sculptures d'hier, peintures d'aujourd'hui » à l'initiative de l'Association pour la défense et l'illustration des arts d'Afrique et d'Océanie au Musée des arts africains et océaniens de Paris.
Selon Mimi Errol, le vohou-vohou naît officiellement la même année à Abidjan avec l'exposition qui se tient au Centre culturel français autour des peintres Koudougnon Théodore, Youssouf Bath, Kra N'guessan et Yacouba Touré, notamment,. Ils rédigent des manifestes qui sont publiés par l'hebdomadaire Ivoire Dimanche.
Le succès de ces artistes se fera principalement à l'international, exposant en Europe et aux États-Unis, dans des galeries ou musées prestigieux. Chacun prenant un chemin différent, le groupe se désagrège par la suite.

## Démarche artistique et impact
Techniquement, les artistes conservent la structure sur châssis de la peinture de chevalet mais la toile de lin est remplacée par le tapa (écorce de bois battu), la toile de jute, le collage de différents matériaux, comme les cauris, le sable, le raphia, etc. Les matières premières de la peintures elles-mêmes sont remises en question par les plus réfractaires à l'utilisation de matériaux industriels comme Youssouf Bath, et les colorants obtenus à partir de décoction de plante se substituent à la peinture acrylique ou à l'huile,.
Les sujets traités, quoique réalisés d'après des compositions d'atelier, s'éloignent très fortement des compositions d'ateliers pour adopter une imagerie surréelle représentant par exemple des dévoreurs d'âmes, des komian, etc. — selon Bath, certains artistes cherchent à « conjurer le mal, à exorciser le démon de la culture occidentale » —, voire basculent dans l'abstrait,. Koudougon Théodore explique que les matériaux traditionnels « font la jonction entre le monde matériel et immatériel », ce qui permet aux artistes de se rapprocher de leur culture ancestrale.
Le mouvement a un fort impact dans l'école et à l'extérieur : il donne une « impulsion remarquable à la création plastique locale en exploitant le collage les objets recyclés, et de pigment naturels et décoction de plante ». Faisant face à de fortes contraintes économiques, les élèves montrent qu'il est possible de se passer des onéreux matériaux importés tout en étant capable de « faire s'accomplir la créativité artistique africaine ». Se distinguant ainsi volontairement et nécessairement de l'art académique, il et crée des polémiques jusqu'à la fin des années 1980.
Les circonstances de sa création sont le détonateur d'un problème latent : l'art africain est très peu enseigné en cours d'histoire de l'art dans l'école des Beaux-Arts d'Abidjan,. Il participe ainsi de l'émancipation des artistes ivoiriens et des Africains en général, dans un contexte où la lutte pour les droits civiques bat son plein aux États-Unis et où les pays d'Afrique acquièrent plus ou moins pacifiquement leur indépendance des pays européens. Le critique d'art ivoirien Mimi Errol inscrit ce mouvement dans une mouvance « négro-caraïbéenne », « une quête d’authenticité ». Le vohou-vohou ne se contente pas de coller et assemble des matériaux hétéroclites mais se veut l'« l’expression d’un état d’esprit qui traduit la liberté de concevoir une œuvre d’art en fonction des contraintes de son environnement tout en mettant en avant sa culture d’origine ». Néanmoins, le vohou-vohou refuse le statut d'école — on l'appelle parfois l'École d'Abidjan —, de tendance ou de mouvement et revendique davantage un état d'esprit, comme « un cri d’alarme à l’image de la négritude », tout en souhaitant se démarquer de l'art nègre. Il ne rejette pas la culture occidentale mais recherche une forme d'harmonie entre celle-ci et un art local pour en tirer un art nouveau. L'un de ses membres, le peintre Kra N'guessan, écrit ainsi un Mémoire intitulé Le Vohou-Vohou, une vision actuelle de l’art africain originel en Côte d’Ivoire, présenté pour sa Maîtrise d’Arts Plastiques à l’Université Panthéon-Sorbonne. 
Bien que le groupe se soit désagrégé, il a influencé de nombreux artistes ivoiriens tels que Mathilde Moro, Essoh N'guessan, Togba, Issa Kouyaté, Tiebena Dagnogo, qui prolongent son esprit.
Le mouvement vohou-vohou fait aujourd'hui partie du programme d'histoire de l'art de l'école des Beaux-Arts d'Abidjan. Cependant, Mimi Errol critique le manque de valorisation de ce groupe et de l'art contemporain ivoirien en général par les autorités du pays.
En 2014, le musée national du Mali organise l'exposition « Esprit vohou-vohou, es-tu là ? » dans laquelle il reconstitue l'histoire de l'art contemporain ivoirien autour du mouvement central qu'est le vohou-vohou.

## Artistes
Les artistes représentatifs de ce mouvement sont Youssouf Bath — surnommé le « Sorcier Vohou » —, Théodore Koudougnon, Kra N'guessan, Christine Ozoua, Yacouba Touré (d), et se distinguent en « prenant des voies expressives individualisées », certains restant dans la démarche originale pendant que d'autres s'en éloignent. D'autres artistes sont régulièrement mentionnés : Aboueu Damas, Jo Diomandé, Assita Zézé, Tano Kouakou, Enerstine Mélèdje, Mathilde Moro et Essoh N'guessan,. On rassemble dans une seconde catégorie des peintres partis à Paris où ils ont pratiqué un art un peu plus éloigné des matériaux traditionnels et on diversifié leur art ; parmi eux : Ouattara, Dia, Samir et Trah Bi.
La peintre Mathilde Moreau est aussi issue de ce mouvement, et créera le groupe Daro-Daro.

## Expositions et rétrospectives notables
- 1985 :
  - « Arts africains - Sculptures d'hier, peintures d'aujourd'hui », Musée des arts africains et océaniens, Paris[12]
  - Centre culturel français d'Abidjan, considéré comme l'acte de naissance du groupe[4],[13].
- 2014 : « Esprit vohou-vohou, es-tu là ? », musée national du Mali, Bamako[7]